# Dyskografia Nightwish
Dyskografia Nightwish – fińskiego zespołu wykonującego metal symfoniczny składa się z ośmiu albumów studyjnych, trzech albumów koncertowych, siedmiu kompilacji, jednego minialbumu, dwudziestu dwóch singli oraz trzech wideo.
Zespół powstał w 1996. Jego założycielami są: autor utworów i klawiszowiec Tuomas Holopainen, gitarzysta Emppu Vuorinen oraz wokalistka Tarja Turunen, później dołącza do nich perkusista Jukka Nevalainen. Ponadto w 1998 do grupy dołączył basista Sami Vänskä, który opuścił ją w 2001 roku. Jego miejsce zajął Marco Hietala, którego wokal zaczęto wykorzystywać od 4 albumu. W 2005 roku z zespołu zostaje wyrzucona Tarja Turunen, a zastępuje ją Anette Olzon. Anette jest wokalistką grupy aż do 2012 roku, kiedy to zostaje wyrzucona, a jej miejsce zajmuje holenderka Floor Jansen. W 2013 Floor zostaje oficjalną wokalistką zespołu, w podobnym okresie dołącza również multiinstrumentalista Troy Donockley, który brał udział w tworzeniu albumu Dark Passion Play oraz Imaginaerum.
Pomimo że zespół zdobył popularność w Finlandii po wydaniu pierwszego albumu, Angels Fall First (1997), sukcesy na świecie zaczął odnosić dopiero po wydaniu kolejnych albumów. Były to kolejno: Oceanborn (1998), Wishmaster (2000) oraz Century Child (2002). Piąty album studyjny zespołu, Once, wydany w 2004 sprzedał się na świecie w nakładzie ponad miliona kopii, co pozwoliło zespołowi odbyć trasę koncertową Once Upon a Tour. Trasa zakończyła się koncertem w Finlandii 21 października 2005, zarejestrowanym na DVD End of an Era. Był to ostatni koncert, na którym wystąpiła wokalistka Tarja Turunen. W maju 2007 jako zastępstwo Turunen do grupy dołączyła Anette Olzon. 28 września tego samego roku zespół wydał szósty album studyjny, Dark Passion Play, promowany przez wydane w sierpniu single „Eva” oraz „Amaranth”.
9 listopada 2011 został wydany singel „Storytime”, promujący wydanie siódmego albumu studyjnego – Imaginaerum (30 listopada 2011). W listopadzie 2012 planowana jest premiera filmu o tym samym tytule. 21 stycznia 2012 w Los Angeles w Stanach Zjednoczonych Nightwish rozpoczął trasę koncertową Imaginaerum World Tour. Pod koniec 2012 roku podczas trasy Anette Olzon zastępowała Holenderka Floor Jansen.
W  trakcie trasy koncertowej został zarejestrowany koncert na Wacken Open Air w Niemczech i wypuszczony jako DVD. W tym okresie Floor Jansen wraz z Troyem Donockleyem dołączyli do zespołu na stałe. 13 lutego 2015 roku zespół wypuścił pierwszy singiel promujący nowy album Élan. Następnym singlem był Endless Forms Most Beautiful (8 maja 2015). W trakcie pięcioletniej przerwy między wydaniem nowego albumu zespół, z okazji muzycznego dwudziestolecia, w 2018 roku wydał album Decades zawierający 22 utwory będące esencją tworzonej przez nich muzyki. Ruszył także w trasę koncertową, podczas  której sfilmowany został jeden z koncertów, a który ukazał się później na DVD. 7 lutego 2020 roku do sieci trafił singiel Noise promujący najnowszy, dziewiąty studyjny album zespołu - Human. :II: Nature.

## Albumy studyjne
| Rok                                                     | Dane dot. albumu | Pozycje na listach przebojów | Pozycje na listach przebojów | Pozycje na listach przebojów | Pozycje na listach przebojów | Pozycje na listach przebojów | Pozycje na listach przebojów | Pozycje na listach przebojów | Pozycje na listach przebojów | Pozycje na listach przebojów | Pozycje na listach przebojów | Pozycje na listach przebojów | Pozycje na listach przebojów | Pozycje na listach przebojów | Pozycje na listach przebojów | Pozycje na listach przebojów | Pozycje na listach przebojów | Certyfikat |
| Rok                                                     | Dane dot. albumu | USA                          | FIN                          | DEU                          | FRA                          | SWE                          | NOR                          | GBR                          | AUT                          | NLD                          | AUS                          | JPN                          | POL                          | CHE                          | BEL (WAL)                    | DNK                          | NLD                          | Certyfikat |
| ------------------------------------------------------- | --- | ---------------------------- | ---------------------------- | ---------------------------- | ---------------------------- | ---------------------------- | ---------------------------- | ---------------------------- | ---------------------------- | ---------------------------- | ---------------------------- | ---------------------------- | ---------------------------- | ---------------------------- | ---------------------------- | ---------------------------- | ---------------------------- | --- |
| 1997                                                    | Angels Fall First - Wydany: 1 listopada 1997 - Wytwórnia: Spinefarm, Century Media - Format: CD                        | –                            | 31                           | –                            | –                            | –                            | –                            | –                            | –                            | –                            | –                            | –                            | –                            | –                            | –                            | –                            | –                            | - FIN: złota płyta |
| 1998                                                    | Oceanborn - Wydany: 7 grudnia 1998 - Wytwórnia: Spinefarm, Century Media - Format: CD                                  | –                            | 5                            | 74                           | –                            | –                            | –                            | –                            | –                            | –                            | –                            | –                            | –                            | –                            | –                            | –                            | –                            | - FIN: platynowa płyta |
| 2000                                                    | Wishmaster - Wydany: 19 maja 2000 - Wytwórnia: Spinefarm, Century Media - Format: CD                                   | –                            | 1                            | 21                           | 66                           | –                            | –                            | –                            | –                            | –                            | –                            | 95                           | –                            | –                            | –                            | –                            | –                            | - FIN: platynowa płyta |
| 2002                                                    | Century Child - Wydany: 24 maja 2002 - Wytwórnia: Spinefarm, Century Media - Format: CD                                | –                            | 1                            | 5                            | 32                           | 39                           | 19                           | –                            | 15                           | 41                           | –                            | 86                           | –                            | 50                           | –                            | –                            | 41                           | - FIN: 2× platynowa płyta |
| 2004                                                    | Once - Wydany: 7 czerwca 2004 - Wytwórnia: Spinefarm, Nuclear Blast - Format: CD, DVD-Audio                            | –                            | 1                            | 1                            | 9                            | 3                            | 1                            | –                            | 4                            | 11                           | –                            | 62                           | 16                           | 4                            | 42                           | –                            | 11                           | - AUT: złota płyta - FIN: 2× platynowa płyta - DEU: platynowa płyta - NOR: złota płyta - SWE: złota płyta - CHE: złota płyta |
| 2007                                                    | Dark Passion Play - Wydany: 26 września 2007 - Wytwórnia: Spinefarm, Nuclear Blast, Roadrunner - Format: CD, DVD-Audio | 84                           | 1                            | 1                            | 6                            | 4                            | 7                            | 25                           | 5                            | 5                            | 42                           | 54                           | 6                            | 1                            | 17                           | 18                           | 5                            | - AUT: złota płyta - FIN: 2× platynowa płyta - DEU: platynowa płyta - POL: złota płyta - SWE: złota płyta - CHE: złota płyta |
| 2011                                                    | Imaginaerum - Wydany: 30 listopada 2011 - Wytwórnia: Nuclear Blast, Roadrunner - Format: CD, DVD-Audio                 | 27                           | 1                            | 6                            | 41                           | 3                            | 17                           | 69                           | 9                            | 24                           | 57                           | 32                           | 19                           | 3                            | 39                           | 55                           | 24                           | - FIN: 2× platynowa płyta - DEU: złota płyta - POL: złota płyta - CHE: złota płyta                                           |
| 2015                                                    | Endless Forms Most Beautiful - Wydany: 27 marca 2015 - Wytwórnia: Nuclear Blast, Roadrunner - Format: CD               | 34                           | 1                            | 2                            | 130                          | 4                            | 3                            | 12                           | 4                            | 3                            | 16                           | 31                           | 10                           | 2                            | 15                           | 21                           | 3                            | - FIN: 2× platynowa płyta - DEU: złota płyta                                                                                 |
| 2020                                                    | Human. :II: Nature. - Wydany: 10 kwietnia 2020 - Wytwórnia: Nuclear Blast - Format: CD                                 | 110                          | 1                            | 1                            | 53                           | 11                           | 4                            | 53                           | 2                            | 4                            | 7                            | 39                           | 3                            | 2                            | 41                           | –                            | 4                            | |
| 2024                                                    | Yesterwynde - Wydany: 20 września 2024 - Wytwórnia: Nuclear Blast - Format: CD, audio Blu-ray                          | –                            | 1                            | 2                            | –                            | 6                            | –                            | 20                           | 2                            | 4                            | –                            | 50                           | 10                           | 2                            | 17                           | 4                            | –                            | |
| „–” oznacza, że album nie był notowany na danej liście. | |                              |                              |                              |                              |                              |                              |                              |                              |                              |                              |                              |                              |                              |                              |                              |                              | |

## Albumy koncertowe
| Rok                                                       | Dane dot. albumu | Pozycje na listach przebojów | Pozycje na listach przebojów | Pozycje na listach przebojów | Pozycje na listach przebojów | Pozycje na listach przebojów | Pozycje na listach przebojów | Pozycje na listach przebojów | Pozycje na listach przebojów | Pozycje na listach przebojów | Pozycje na listach przebojów | Certyfikat         |
| Rok                                                       | Dane dot. albumu | FIN                          | DEU                          | AUT                          | BEL (WAL)                    | NLD                          | SWE                          | CHE                          | NOR                          | FRA                          | NLD                          | Certyfikat         |
| --------------------------------------------------------- | --- | ---------------------------- | ---------------------------- | ---------------------------- | ---------------------------- | ---------------------------- | ---------------------------- | ---------------------------- | ---------------------------- | ---------------------------- | ---------------------------- | ------------------ |
| 2001                                                      | From Wishes to Eternity - Wydany: 31 maja 2001 - Wytwórnia: Spinefarm - Format: CD, DVD, VHS                          | 7                            | –                            | –                            | –                            | –                            | –                            | –                            | –                            | –                            | –                            | - FIN: złota płyta |
| 2006                                                      | End of an Era - Wydany: 1 czerwca 2006 - Wytwórnia: Nuclear Blast - Format: CD, DVD                                   | 7                            | –                            | 41                           | 59                           | –                            | 35                           | 18                           | 35                           | 24                           | –                            | - FIN: złota płyta |
| 2009                                                      | Made in Hong Kong (And in Various Other Places) - Wydany: 11 marca 2009 - Wytwórnia: Nuclear Blast - Format: MCD, DVD | 2                            | 15                           | 26                           | 41                           | 20                           | 54                           | 38                           | –                            | 72                           | 20                           |                    |
| 2013                                                      | Showtime, Storytime - Wydany: 29 listopada 2013 - Wytwórnia: Nuclear Blast - Format: CD, DVD, Blu-ray                 | 34                           | 6                            | –                            | 158                          | –                            | –                            | 52                           | –                            | –                            | –                            |                    |
| 2016                                                      | Vehicle Of Spirit - Wydany: 16 grudnia 2016 / 6 stycznia 2017 - Wytwórnia: Nuclear Blast - Format: CD, DVD, Blu-ray   | –                            | –                            | –                            | –                            | –                            | 1                            | –                            | –                            | 182                          | –                            |                    |
| " - " oznacza, że album nie był notowany na danej liście. | |                              |                              |                              |                              |                              |                              |                              |                              |                              |                              |                    |

## Kompilacje
| Rok                                                     | Dane dot. albumu                                                                                           | Pozycje na listach przebojów | Pozycje na listach przebojów | Pozycje na listach przebojów | Pozycje na listach przebojów | Pozycje na listach przebojów | Pozycje na listach przebojów | Pozycje na listach przebojów | Pozycje na listach przebojów | Pozycje na listach przebojów | Pozycje na listach przebojów | Certyfikat                |
| Rok                                                     | Dane dot. albumu                                                                                           | FIN                          | DEU                          | NOR                          | SWE                          | NLD                          | AUT                          | CHE                          | POL                          | BEL (WAL)                    | NLD                          | Certyfikat                |
| ------------------------------------------------------- | --- | ---------------------------- | ---------------------------- | ---------------------------- | ---------------------------- | ---------------------------- | ---------------------------- | ---------------------------- | ---------------------------- | ---------------------------- | ---------------------------- | ------------------------- |
| 2001                                                    | Wishmastour 2000 - Wydany: 11 grudnia 2001 - Wytwórnia: XIII Bis - Format: CD                              | –                            | –                            | –                            | –                            | –                            | –                            | –                            | –                            | –                            | –                            |                           |
| 2004                                                    | Tales from the Elvenpath - Wydany: 17 października 2004 - Wytwórnia: Drakkar - Format: CD                  | –                            | 7                            | –                            | –                            | –                            | 19                           | 12                           | –                            | –                            | –                            | - DEU: złota płyta        |
| 2005                                                    | Bestwishes - Wydany: 22 marca 2005 - Wytwórnia: Toy’s factory - Format: CD                                 | –                            | –                            | –                            | –                            | –                            | –                            | –                            | –                            | –                            | –                            |                           |
| 2005                                                    | Highest Hopes: The Best of Nightwish - Wydany: 17 września 2005 - Wytwórnia: Spinefarm - Format: CD, DVD   | 1                            | 17                           | 5                            | 14                           | 41                           | 13                           | 10                           | 32                           | 72                           | 41                           | - FIN: 2× platynowa płyta |
| 2008                                                    | The Sound of Nightwish Reborn - Wydany: 2 września 2008 - Wytwórnia: Roadrunner - Format: digital download | –                            | –                            | –                            | –                            | –                            | –                            | –                            | –                            | –                            | –                            |                           |
| 2009                                                    | Lokikirja - Wydany: 18 listopada 2009 - Wytwórnia: Nuclear Blast - Format: CD                              | 21                           | –                            | –                            | –                            | –                            | –                            | –                            | –                            | –                            | –                            |                           |
| 2011                                                    | Walking in the Air: The Greatest Ballads - Wydany: 27 maja 2011 - Wytwórnia: Sony Music - Format: CD       | 45                           | 32                           | –                            | –                            | –                            | 65                           | 35                           | –                            | –                            | –                            |                           |
| 2018                                                    | Decades - Wydany: 9 marca 2018 - Wytwórnia: Nuclear Blast - Format: CD                                     | 1                            | 2                            | –                            | –                            | –                            | 19                           | 7                            | 43                           | 59                           | 68                           |                           |
| „–” oznacza, że album nie był notowany na danej liście. | |                              |                              |                              |                              |                              |                              |                              |                              |                              |                              |                           |

## Soundtrack
| Rok  | Dane dot. albumu                                               | Pozycje na listach przebojów | Pozycje na listach przebojów |
| Rok  | Dane dot. albumu                                               | FIN                          | BEL                          |
| ---- | -------------------------------------------------------------- | ---------------------------- | ---------------------------- |
| 2012 | Imaginaerum: The Score - Wydany: 9 listopada 2012 - Format: CD | 12                           | 101                          |

## EP
| Rok  | Dane dot. albumu | Pozycje na listach przebojów | Pozycje na listach przebojów | Pozycje na listach przebojów | Pozycje na listach przebojów | Certyfikat                |
| Rok  | Dane dot. albumu | DEU                          | FRA                          | AUT                          | CHE                          | Certyfikat                |
| ---- | --- | ---------------------------- | ---------------------------- | ---------------------------- | ---------------------------- | ------------------------- |
| 2001 | Over the Hills and Far Away - Wydany: 30 kwietnia 2001 - Wytwórnia: Spinefarm, Century Media, Drakkar - Format: MCD | 85                           | 139                          | 54                           | 79                           | - FIN: 2× platynowa płyta |

## Single
| 1997                                                     | „The Carpenter”                  | 3  | –  | –   | –  | –  | –  | –  | –  | –  | –  | –  |                           | Angels Fall First                    |
| 1998                                                     | „Sacrament of Wilderness”        | 1  | –  | –   | –  | –  | –  | –  | –  | –  | –  | –  | - FIN: złota płyta        | Oceanborn                            |
| 1998                                                     | „Passion and the Opera”          | –  | –  | –   | –  | –  | –  | –  | –  | –  | –  | –  |                           | Oceanborn                            |
| 1999                                                     | „Walking in the Air”             | 1  | –  | –   | –  | –  | –  | –  | –  | –  | –  | –  | - FIN: złota płyta        | Oceanborn                            |
| 1999                                                     | „Sleeping Sun”                   | 2  | –  | –   | –  | –  | –  | –  | –  | –  | –  | –  | - FIN: złota płyta        | Oceanborn                            |
| 2000                                                     | „The Kinslayer”                  | –  | –  | –   | –  | –  | –  | –  | –  | –  | –  | –  |                           | Wishmaster                           |
| 2000                                                     | „Deep Silent Complete”           | 3  | –  | –   | –  | –  | –  | –  | –  | –  | –  | –  |                           | Wishmaster                           |
| 2001                                                     | „Over the Hills and Far Away”    | 1  | –  | –   | –  | 86 | –  | –  | –  | –  | –  | –  | - FIN: 2× platynowa płyta | Over the Hills and Far Away          |
| 2002                                                     | „Ever Dream”                     | 1  | –  | –   | –  | –  | –  | –  | –  | –  | –  | –  | - FIN: złota płyta        | Century Child                        |
| 2002                                                     | „Bless the Child”                | 1  | –  | –   | –  | 63 | –  | –  | –  | –  | –  | 55 | - FIN: złota płyta        | Century Child                        |
| 2004                                                     | „Nemo”                           | 1  | –  | –   | 12 | 6  | –  | 4  | 12 | 14 | –  | 64 | - FIN: złota płyta        | Once                                 |
| 2004                                                     | „Wish I Had an Angel”            | 1  | 20 | –   | 11 | 36 | 60 | 19 | 47 | 40 | –  | 65 | - FIN: złota płyta        | Once                                 |
| 2004                                                     | „Kuolema tekee taiteilijan”      | 1  | –  | –   | –  | –  | –  | –  | –  | –  | –  | –  |                           | Once                                 |
| 2005                                                     | „The Siren”                      | 3  | –  | –   | 30 | 51 | –  | –  | –  | 59 | 15 | –  |                           | Once                                 |
| 2005                                                     | „Sleeping Sun 2005”              | 1  | –  | –   | –  | 34 | –  | –  | 47 | –  | –  | –  |                           | Highest Hopes: The Best of Nightwish |
| 2007                                                     | „Eva”                            | 14 | –  | –   | –  | –  | –  | –  | –  | –  | –  | –  |                           | Dark Passion Play                    |
| 2007                                                     | „Amaranth”                       | 1  | 1  | 62  | 13 | 16 | –  | –  | 30 | 14 | 4  | 47 | - FIN: złota płyta        | Dark Passion Play                    |
| 2007                                                     | „Erämaan Viimeinen”              | 1  | –  | –   | –  | –  | –  | –  | –  | –  | –  | –  |                           | Dark Passion Play                    |
| 2008                                                     | „Bye Bye Beautiful”              | 5  | 4  | 54  | –  | 35 | –  | –  | –  | –  | –  | –  |                           | Dark Passion Play                    |
| 2008                                                     | „The Islander”                   | 1  | 5  | 91  | –  | –  | –  | –  | –  | –  | –  | –  |                           | Dark Passion Play                    |
| 2011                                                     | „Storytime”                      | 1  | –  | –   | –  | 39 | –  | –  | 57 | 31 | –  | –  |                           | Imaginaerum                          |
| 2012                                                     | „The Crow, The Owl And The Dove” | 1  | –  | –   | –  | 82 | –  | –  | –  | –  | –  | –  |                           | Imaginaerum                          |
| 2015                                                     | „Élan”                           | 3  | –  | 200 | –  | 33 | –  | –  | 53 | 33 | –  | –  |                           | Endless Forms Most Beautiful         |
| „–” oznacza, że singel nie był notowany na danej liście. |                                  |    |    |     |    |    |    |    |    |    |    |    |                           |                                      |

## DVD
| 2001                                                    | From Wishes to Eternity - Data: 31 maja 2001 - Wytwórnia: Century Media, Spinefarm, Drakkar - Format: CD, DVD, VHS | –  | –   | – | – | - FIN: platynowa płyta - DEU: złota płyta                    |
| 2003                                                    | End of Innocence - Wydany: 5 października 2003 - Wytwórnia: Spinefarm, Drakkar - Format: DVD                       | 62 | –   | – | – | - FIN: złota płyta - DEU: złota płyta                        |
| 2006                                                    | End of an Era - Wydany: 1 czerwca 2006 - Wytwórnia: Nuclear Blast - Format: DVD                                    | 3  | 158 | 1 | 1 | - FIN: platynowa płyta - FRA: złota płyta - DEU: złota płyta |
| 2009                                                    | Made in Hong Kong (And in Various Other Places) - Wydany: 11 marca 2009 - Wytwórnia: Nuclear Blast - Format: DVD   | 15 | –   |   | 2 |                                                              |
| 2013                                                    | Showtime, Storytime - Wydany: 29 listopada 2013 - Wytwórnia: Nuclear Blast - Format: DVD                           | 6  | 131 |   | 6 |                                                              |
| 2016                                                    | Vehicle Of Spirit - Wydany: 16 grudnia 2016 / 6 stycznia 2017 - Wytwórnia: Nuclear Blast - Format: DVD             | –  | –   |   | – |                                                              |
| „–” oznacza, że album nie był notowany na danej liście. | |    |     |   |   |                                                              |

## Teledyski
| Rok  | Tytuł                           | Reżyser         |
| ---- | ------------------------------- | --------------- |
| 1997 | „The Carpenter”                 | Sami Käyhkö     |
| 1998 | „Sacrament of Wilderness”       | –               |
| 1999 | „Sleeping Sun”                  | Sami Käyhkö     |
| 2001 | „Over the Hills and Far Away”   | Pasi Takula     |
| 2002 | „Bless the Child”               | Pasi Takula     |
| 2002 | „End of All Hope”               | Pasi Takula     |
| 2004 | „Nemo”                          | Antti Jokinen   |
| 2004 | „Wish I Had An Angel”           | Uwe Boll        |
| 2005 | „Sleeping Sun 2005”             | Jörn Heitmann   |
| 2007 | „While Your Lips Are Still Red” | Markku Pölönen  |
| 2007 | „Amaranth”                      | Antti Jokinen   |
| 2007 | „Bye Bye Beautiful”             | Antti Jokinen   |
| 2008 | „The Islander”                  | Stobe Harju     |
| 2011 | „Storytime”                     | Ville Lipiäinen |
| 2013 | „Ghost Love Score”              | Ville Lipiäinen |
| 2015 | „Élan”                          | Ville Lipiäinen |
| 2015 | „Endless Forms Most Beautiful”  | Ville Lipiäinen |